# NGC 3472
NGC 3472 (również PGC 37610) – galaktyka soczewkowata (S0), znajdująca się w gwiazdozbiorze Pucharu. Odkrył ją Ormond Stone w 1886 roku. Ze względu na to, że w podanej przez niego pozycji nic nie ma, identyfikacja obiektu NGC 3472 nie jest pewna – w niektórych katalogach lub bazach obiektów astronomicznych nazwa ta nie jest stosowana (np. SIMBAD) lub podaje się, że to obiekt nieistniejący (np. NASA/IPAC Extragalactic Database).